# Стара кућа у улици Димитрија Димитријевића 52
Стара кућа у улици Димитрија Димитријевића (данас Епископска) 52 Једна је од мањег броја сачуваних старих кућа турског периода Ниша.

## Локација
Смештена је у јужном делу града, уз железничку пругу и ‘’пиротску рампу’’. У доба Турака на месту пруге био је периферни бедем ојачан палисадом, а на месту рампе једна од турских улазних капија - Палилулска капија. На основу податак из старог нишког плана са уписаним махалама, насталог марта 1878. године, ова стара кућа налазила се у поп Прокиној махали, на самој периферији Ниша, одмах до Аџи Асан-беговог чифлика.

## Историја
Година изградње ове куће није позната. Грађена је пре ослобођења Ниша од Турака, највероватније око 1870. године. Како је била смештена у српској, поп Прокиној махали Ниша , подигао ју је Србин. То потврђује и податак из сачуване тапије о куповини кућа 6. маја 1911. године. У тапији се наводи као првобитни власник Ђорђе Х. Јовановић из Ниша, тада већ покојни. Он је записан и у пописној листи Нишлија који су плаћали порезу за 1885. годину. Убележен је за порезу коју је плаћао као обућар. До Првог светског рата у приземљу куће постојао је дућан.
После смрти Ђорђа Јовановића, око 1910. године, кућу је наследила његова супруга Марија и син Јован Ђ. Јовановић, адвокат из Прокупља. Почетком 1911. године, услед новчане кризе у коју је запао, адвокат Јован Јовановић није био у могућности да исплати Нишкој банци дуг од 2.500 динара. Стога је банка 30. марта 1911. године ‘’… изложила јавној продаји (његово) непокретно имање’’. Цена од 4.000 динара, понуђена од Манојла Поповића, начелника среза у пензији, а потом заступника Вајфертове пиваре, прихваћена је на лицитацији. Кућа је, тапијом Нишког првостепеног суда, 28. маја 1911. године, пренесена у власништво Поповића. Манојло Поповић потиче из познате нишке породице Поп-Манића, организатора борбе за ослобођење Ниша од Турака.

## Архитектура
Кућа у улици Димитрија Димитријевића 52 грађена је по угледу на старе балканске куће у бондрук систему, са соклом и подрумом озиданим у камену и правилним распоредом просторија. Са добро очуваним тремом на североисточној страни, изрезбареним плафоном, стубовима и оградом, као и осталим конструктивним детаљима, вратима и прозорима, преградом на затвореном делу трема, такође изрезбареним плафоном од шашоваца, представља вредан архитектонски споменик, један од ретко очуваних из турског периода Ниша.

## Споменик културе
Предлог за заштиту ове куће дао је још октобра 1963. године академик, проф. Бранислав Којић. Он у свом извештају из Ниша наводи и ‘’кућу код Пиротске рампе’’, истичући да је ‘’карактеристичне архитектуре и диспозиције’’ и уколико се због решавања потребе железничког саобраћаја објекат мора рушити, треба га ‘’детаљно снимити и обрадити, како би се на тај начин сачувао’’. Наредне, 1964. године, Републички завод за заштиту споменика културе из Београда донео је одлуку да се, до доношења решења о заштити, овај објекат треба сматрати већ заштићеним.
Решење о заштити куће у улици Димитрија Димитријевића 52, којим се утврђују споменичка својства овог објекта, донео је Завод за заштиту споменика културе из Ниша 31. маја 1968. године.